# القوات المسلحة الرومانية
القوات المسلحة الرومانية وهي القوات الرسمية التي تحمي دولة رومانيا وقد تأسست هذه القوات في سنة 1860 بعد تأسيس الدولة الرومانية، وتَتَكَوَن من القوات البرية الرومانية والقوات البحرية الرومانية والقوات الجوية الرومانية القائد الأعلى للقوات المسلحة هو وزير الدفاع والرئيس يصبح القائد العام أثناء وقت الحرب، تتكون القوات الرومانية من 90 ألف جندي وجندية ومن الحروب التي شاركت بها رومانيا هي حرب البلقان الثانية والحرب العالمية الأولى إلى جانب الحلفاء وفي الحرب العالمية الثانية إلى جانب دول المحور وفي حرب أفغانستان إلى جانب قوات حلف شمال الأطلسي.